# Naxos, Sicilia
Naxos sau Naxus (în greaca veche Νάξος) a fost un oraș antic grecesc din Sicilia, pe coasta de est a insulei,  între anticul oraș Catana (azi Catania) și anticul port Messana (azi Messina), în vremea în care atât Sicilia, cât și sudul Italiei erau colonizate de greci, spațiul respectiv fiind cunoscut în istorie ca Magna Graecia (Grecia Mare), grecii locuind aici din secolul VI î.Hr. și până la retragerea bizantinilor, în secolul al XI-lea. Era situat pe o porțiune joasă de teren, la gura de vărsare a râului Acesines (azi Alcantara) și la poalele dealului pe care după aceea a fost construit orașul Tauromenium (actualul oraș Taormina).

## Așezarea antică Naxos
Amplasamentul orașului antic se află azi pe teritoriul comunei Giardini Naxos. Nu există rămășițe ale orașului antic, dar locul este în mod clar marcat. Ocupa un promontoriu jos dar stâncos, numit acum Capul Schisò, format dintr-un vechi torent de lavă, imediat la nord de Alcantara, unul dintre cele mai importante torente de lavă în această parte a Siciliei. Un mic golf la nord oferă o bună ancorare, și îl separă de poalele unui deal golaș, ocupat de orașul Taormina.

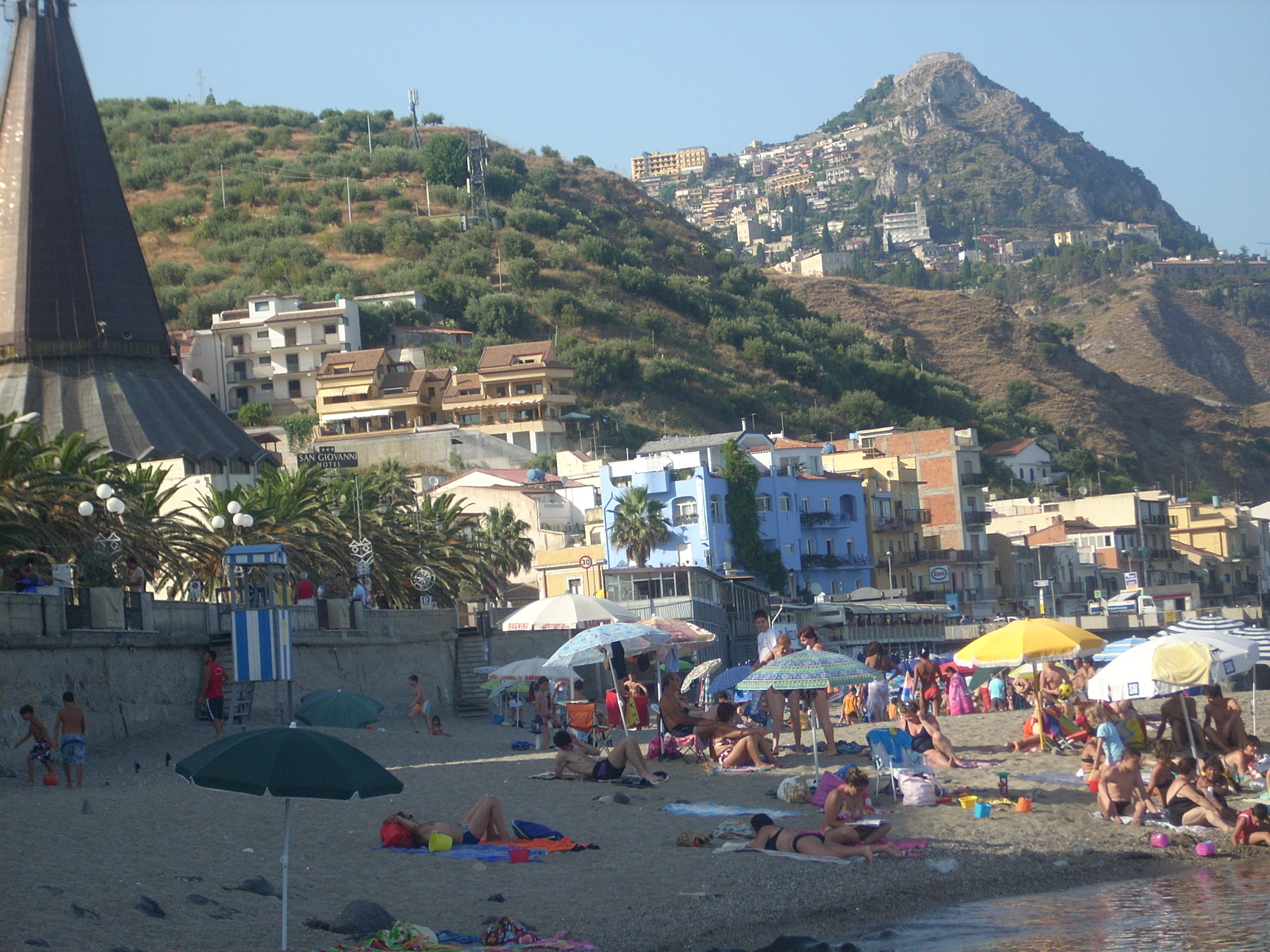
Plaja localității Giardini Naxos se află exact pe amplasamentul orașului antic Naxos. În fundal se vede dealul pe care se află Taormina.

## Monede

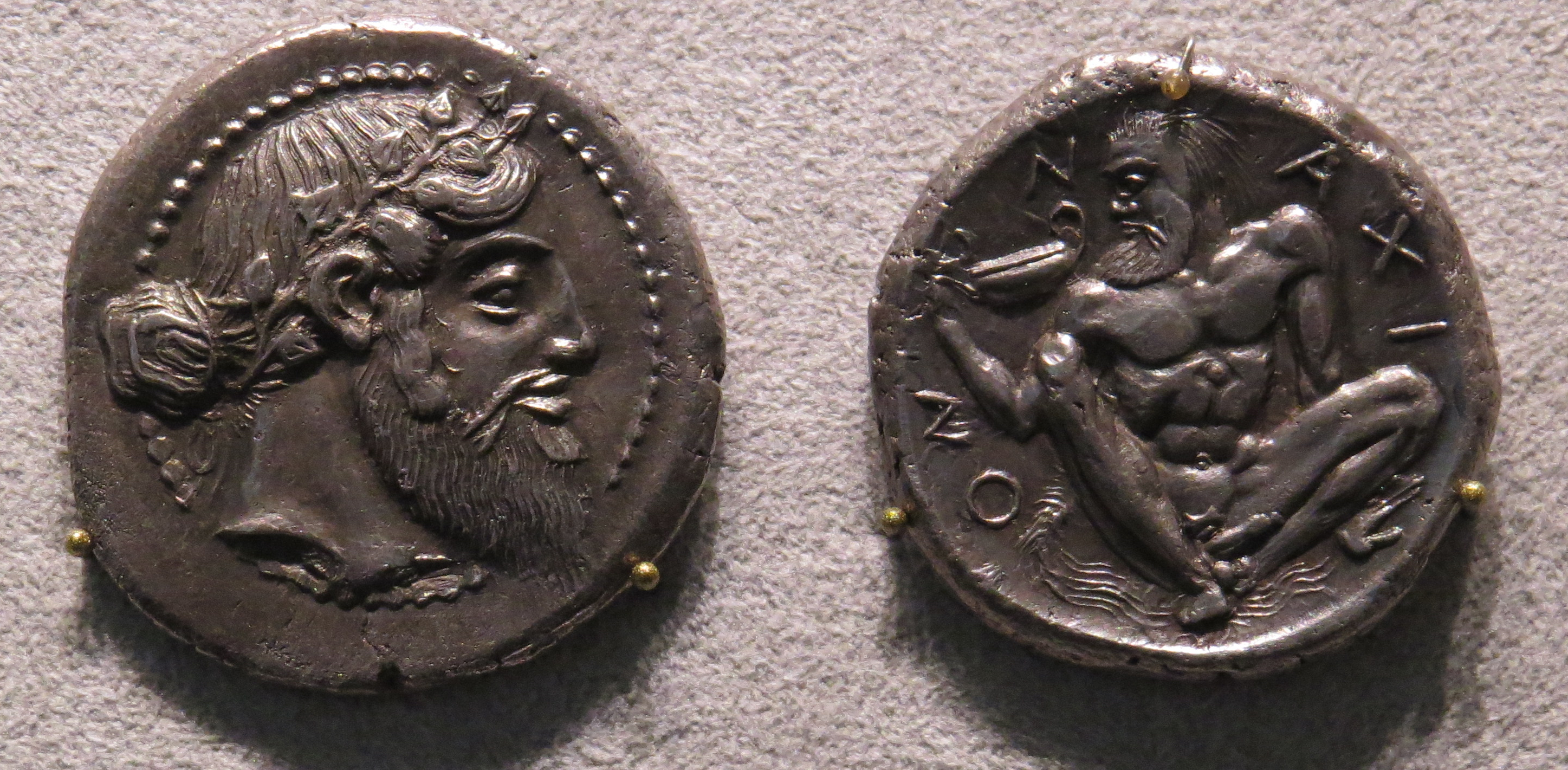
Tetradrachm bătute în Naxos din secolul 5 î.Hr.
• Avers: Capul lui Dionysos la sfârșitul stilului arhaic;
• Revers: Satir ținând.

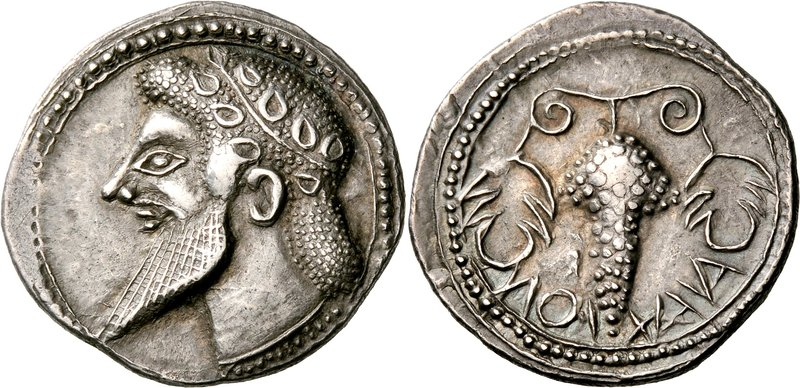
Măsură de greutate comercială bătută în Naxos din secolul 6 î.Hr.
• Avers: Capul lui Dionysos în stil arhaic, cu barba ascuțită;
• Revers: Struguri între frunze.

Monedele din Naxos, lucrate cu finețe, sunt aproape toate din perioada 460 î. Hr. - 403 î. Hr., probabil cea mai înfloritoare din istoria orașului.